# إزكويل كالفينتي
إزكويل كالفينتي (بالإسبانية: Ezequiel Calvente) (12 يناير 1991 بمليلية في إسبانيا - ) هو لاعب كرة قدم إسباني في مركز الوسط. شارك مع منتخب إسبانيا تحت 19 سنة لكرة القدم ومنتخب إسبانيا تحت 20 سنة لكرة القدم. أما مع النوادي، فقد لعب مع ريال بيتيس وريكرياتيفو ونادي ساباديل ونادي فرايبورغ ونادي بينفايل وريال بيتيس بي ونادي بكسكابا 1912 إلوره.

## روابط خارجية
- إزكويل كالفينتي على موقع الاتحاد الدولي (مؤرشف)  (الإنجليزية)
- إزكويل كالفينتي على موقع الاتحاد الأوربي (الإنجليزية)
- إزكويل كالفينتي على موقع قاعدة بيانات كرة القدم.إي يو (الإنجليزية)
- إزكويل كالفينتي على موقع بيانات كرة القدم. دي إي (الألمانية)
- إزكويل كالفينتي على موقع Soccerway.com (الإنجليزية)
- إزكويل كالفينتي على موقع عالم كرة القدم.نت (الإنجليزية)
- إزكويل كالفينتي على موقع AS.com (الإسبانية)